# George Washington Goethals
George Washington Goethals (29 de junio de 1858 - 21 de enero de 1928) fue un oficial del ejército de los Estados Unidos y un ingeniero civil, más conocido por haber supervisado la construcción y apertura del Canal de Panamá. El puente Goethals tendido entre Nueva York y Elizabeth, Nueva Jersey y el Monumento a Goethals ubicado en la localidad panameña de Balboa fueron nombrados en su honor. Él es el tatarabuelo de la actriz Angela Goethals.

## Biografía
Nació en Brooklyn, Nueva York. Estudió en el City College de New York antes de recibir entrenamiento como oficial en la Academia militar de los Estados Unidos de West Point, en la que se graduó en 1880. Fue miembro de la fraternidad Delta Upsilon. Ese mismo año fue nombrado segundo teniente coronel en el Cuerpo de Ingenieros del Ejército de los Estados Unidos. Enseñó ingeniería civil y militar en la academia hasta 1888. En 1891 ascendió al rango de capitán.
Durante la Guerra Hispano-Estadounidense fue teniente coronel y jefe de ingenieros de los Voluntarios de los Estados Unidos. En 1907 el presidente de los Estados Unidos, Theodore Roosevelt le nombró ingeniero jefe del Canal de Panamá. La construcción del canal se terminó en 1914, un año antes de la fecha prevista, el 1 de junio de 1915.
En la realización de la tarea tuvo que acometer varios problemas de envergadura, como disminuir la altura de algunas montañas, la construcción de la represa del Gatún y del sistema de esclusas que permite superar la diferencia de alturas entre el nivel del Océano Atlántico y el Océano Pacífico.
El coronel Goethals recibió numerosos elogios por parte de los ingenieros y la prensa técnica del mundo occidental. En la primavera de 1914 ganó las medallas de la National Geographic Society, el Civic Forum de Nueva York, y el National Institute of Social Sciences. El presidente Wilson le designó primer Gobernador de la zona del Canal de Panamá.
Dimitió del puesto de Gobernador de la zona del Canal en 1916. Desde entonces, sus puestos fueron: ingeniero del estado de Nueva Jersey en 1917. Coordinador de la Emergency Fleet Corporation (durante poco tiempo), intendente del Ejército de los Estados Unidos y miembro de War Industries Board (1918). En 1919, pidió que se le relevase del servicio. Más tarde dirigió una empresa de ingeniería y construcción.